# Zygmunt Gniewosz
Zygmunt Aleksander Gniewosz z Oleksowa herbu Rawicz (ur. 2 maja 1827 w Nowosielcach, zm. 18 marca 1909 w Pressbaum) – tytularny generał major C. K. Armii, c. k. podkomorzy.

## Życiorys

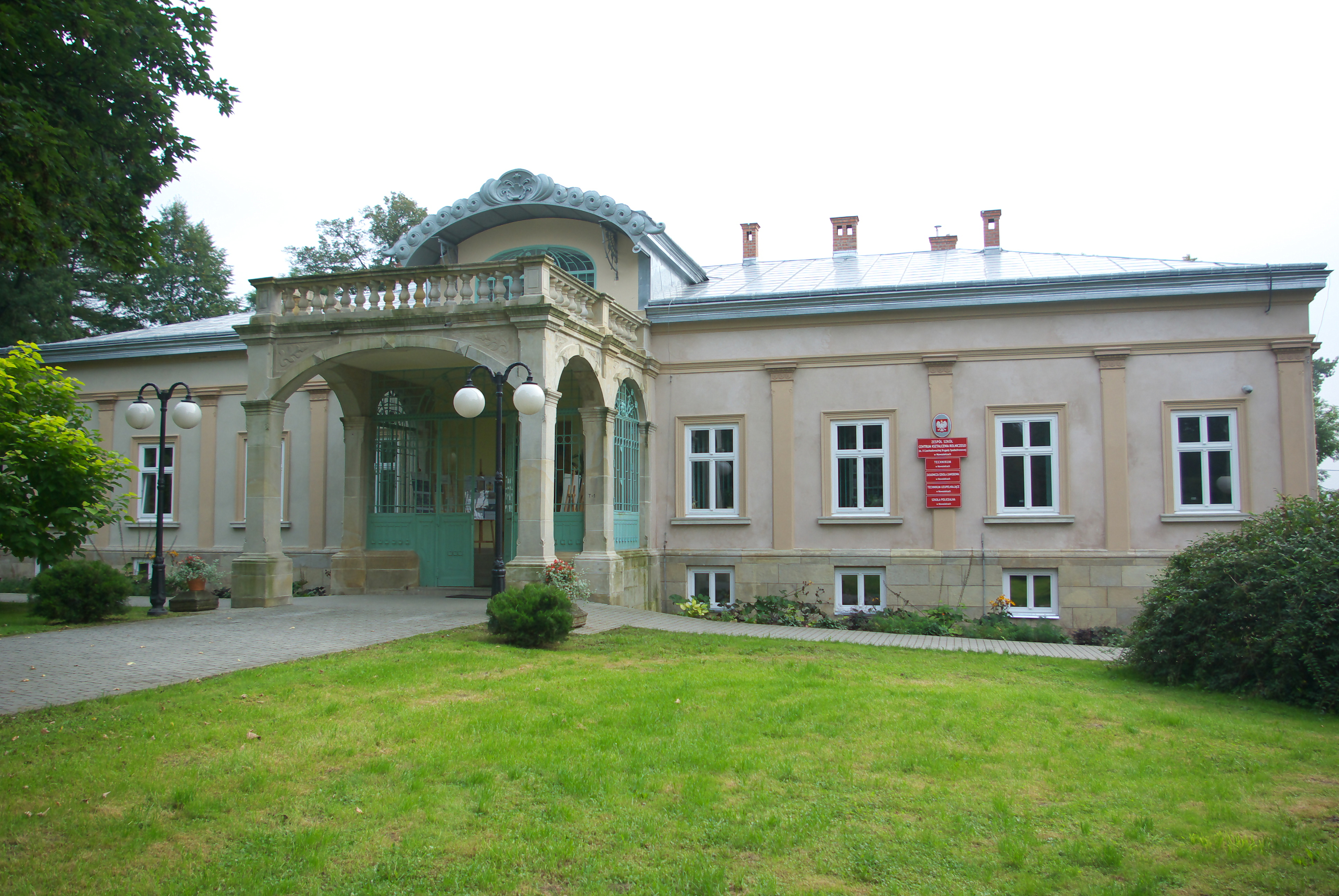
Dwór w Nowosielcach

Urodził się 2 maja 1827 w Nowosielcach. Był jednym z ośmiorga dzieci Wiktora Gniewosza (1792-1840, właściciel dóbr Nowosielce i tamtejszego dworu, Gniewosz, Tokarnia, Karlików) i Łucji (1802-1894, córka Sebastiana Ostaszewskiego). Jego braćmi byli Edward (1822-1906, poseł na Sejm Krajowy i do Rady Państwa), Władysław (1829-1901, c. k. pułkownik piechoty i szambelan cesarski), Feliks (1836-1897, właściciel dóbr, urzędnik). Miał także trzy siostry. Był też stryjeczno-ciotecznym bratem (kuzynem) Włodzimierza Gniewosza oraz dalszym kuzynem Jana Nepomucena Gniewosza.
Został oficerem Armii Cesarstwa Austriackiego. Od około 1847 był podporucznikiem w 3 pułku huzarów ze sztabem w Sáros-Patak. W tym charakterze odbył kampanię węgierską. Przed 1950 awansowany na nadporucznika, przed 1852 awansowany na rotmistrza drugiej klasy.
Na początku 1854 awansował na rotmistrza 1. klasy i został przeniesiony do nowo utworzonego 2 Dywizjonu Sztabowego Dragonów. Od około 1855 służył w szeregach 7 pułku kirasjerów, a od około 1857 w szeregach 6 pułku kirasjerów (około 1858 podjął tam służbę jego stryjeczny brat ppor. Włodzimierz Gniewosz). W tym okresie brał udział w działaniach wojennych. W 1859 uczestniczył w wojnie francusko-austriackiej. Kilka lat później walczył w wojnie prusko-austriackiej i w bitwie pod Sadową (Königgrätz) 3 lipca 1866, a za swoje mężne czyny został odznaczony na placu boju. Około 1867 najpierw został przeniesiony do 2 pułku kirasjerów, a po awansie na majora został oficerem sztabu 9 pułku kirasjerów w Czegléd, około 1868 przemianowanego na 9 pułk dragonów
Po utworzeniu C. K. Armii został awansowany na stopień podpułkownika kawalerii z dniem 22 sierpnia 1869, a później na pułkownika z dniem 15 listopada 1873. Pozostawał w sztabie 9 Bukowińskiego pułku dragonów w Czegléd (około 1870/1871 trafił tam ponownie jego krewny nadpor. Włodzimierz Gniewowsz), od około 1872 w Tarnopolu. Od 1874 był komendantem 13 Galicyjskiego pułku ułanów w Łańcucie tj. nieopodal rodzinnych stron Gniewoszów. 1 kwietnia 1879 został przeniesiony w stan spoczynku w stopniu tytularnego generała majora.
10 lutego 1878 został mianowany c. k. podkomorzym Jego Ces. Kr. Apost. Mości (przyrzeczenie złożył 20 lutego 1878). Po odejściu ze służby wojskowej jako pozasłużbowy tytularny generał major od około 1880 przebywał w Krakowie, a od około 1881 w Wiedniu (od tego czasu był tam także jego brat, płk Władysław Gniewosz, który wtedy zakończył służbę w armii). Od około 1885 przebywał w rodzinnych Nowosielcach-Gniewosz (Władysław także), od około 1886 w Krakowie, od około 1877 ponownie w Wiedniu, od około 1903 określany jako generał major ad honores.
Zmarł 18 marca 1909 w Pressbaum. Został pochowany w pogrzebie z honorami wojskowymi w Wiedniu 20 lutego 1909. Był żonaty. Miał syna Lucjana, który także został oficerem kawalerii C. K. Armii (w 1909 był podporucznikiem 3 Galicyjskiego pułku ułanów w Wiedniu).

## Odznaczenia
austro-węgierskie
- Medal Wojenny (przed 1899)[62]
- Odznaka za Służbę Wojskową dla oficerów 3 klasy (przed 1899)[62]
- Brązowy Medal Jubileuszowy Pamiątkowy dla Sił Zbrojnych i Żandarmerii (przed 1899)[62]
- Krzyż Jubileuszowy Wojskowy (przed 1903)[66]